# Phoxichilidium ponderosum
Phoxichilidium ponderosum is een zeespin uit de familie Phoxichilidiidae. De soort behoort tot het geslacht Phoxichilidium. Phoxichilidium ponderosum werd in 1994 voor het eerst wetenschappelijk beschreven door Stock. 